# Sędzimirowice
Sędzimirowice – wieś w Polsce położona w województwie łódzkim, w powiecie sieradzkim, w gminie Błaszki.
W latach 1975–1998 miejscowość administracyjnie należała do województwa sieradzkiego; wcześniej do województwa poznańskiego i powiatu kaliskiego.
Wieś przy szosie z Turku przez Goszczanów do Błaszek, w odległości 7 km na północ od Błaszek. Lokowana w średniowieczu. Przetrwał tu parterowy dwór (100 m w lewo od szosy) neoklasycystyczny z początku XIX w. wraz z 4-kolumnowym portykiem. Na szczycie rzeźba Tadeusza Kościuszki w otoczeniu postaci mitologicznych. Poniżej figura Napoleona Bonapartego. Obok dworu resztki parku. We wsi ślady (tuż przy drodze) po dawnym dworze obronnym z 2 połowy XVII w. z dobrze zachowaną fosą.

## Zabytki
Według rejestru zabytków Narodowego Instytutu Dziedzictwa na listę zabytków wpisany jest obiekt:
- dwór, pocz. XIX w., nr rej.: 478/A z 3.02.1969